# Монумент человечности

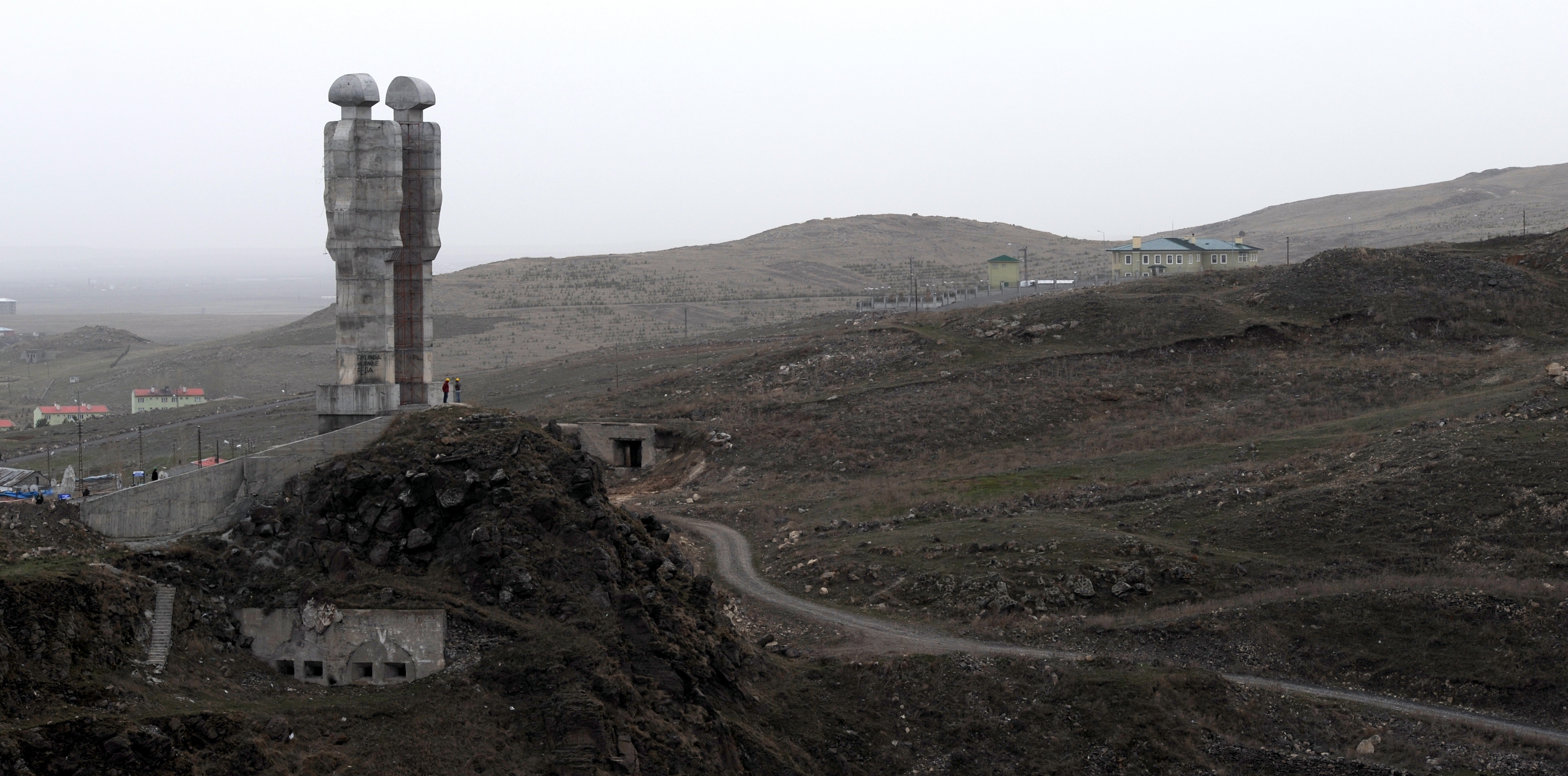
Монумент человечности в процессе возведения

Монумент человечности (также Памятник армяно-турецкой дружбы, армяно-турецкого примирения; тур. İnsanlık Anıtı, арм. Մարդկության հուշարձան) ― почти законченная, но впоследствии снесённая статуя в Карсе, Турция. Была возведена по проекту турецкого художника Мехмета Аксоя. Тридцатиметровый памятник стоял на вершине Казыктепе, напротив древней крепости Карс. Статуя, видимая из соседней Армении, изображала две половинки одного человека, каждая из которых держала за руку другую. Монумент был снесён в апреле 2011 года, спустя всего несколько месяцев после того, как тогдашний премьер-министр Турции Реджеп Тайип Эрдоган подверг его критике, назвав «уродством» или «монстроузностью».

## Предыстория
Проект статуи был заказан муниципалитетом Карса как жест примирения армяно-турецких отношений после подписания Цюрихских протоколов ― соглашения 2009 года об установлении официального дипломатического признания между двумя странами. Тогдашний мэр Карса Наиф Алибейоглу назвал статую «своей мечтой», которая поможет сблизить «братьев и сестёр» двух народов.

## Снос
Премьер-министр Турции Реджеп Тайип Эрдоган назвал памятник «уродством» или «монстроузностью» (тур. ucube) во время визита в Карс 8 января 2011 года. Несмотря на протесты, городские власти решили убрать статую.
26 апреля 2011 года были демонтированы две головы скульптуры, что, по мнению армянских наблюдателей, обозначало обезглавливание. Аксой заявил то же самое: «я подумал, что мои дети были обезглавлены». В официальном заявлении компании по сносу говорилось: «чтобы разобрать скульптуру, сначала нужно отрезать голову и снести её с помощью крана. Затем, в последующие десять дней, статуя будет разрезана на двадцать частей». Снос был завершён 14 июня 2011 года.
Хотя Эрдоган настаивал на том, что это всего лишь вопрос эстетики, международные наблюдатели сочли, что снос является попыткой апеллировать к националистическим настроениям в преддверии парламентских выборов 2011 года, согласившись со скульптором, который сказал, что Эрдоган «маневрирует, чтобы консолидировать свою реакционную электоральную базу перед выборами», и то, что он тем самым пытался заручиться голосами местных азербайджанцев, которые осудили нормализацию отношений с Арменией.

## Последствия
В ответ на комментарии Эрдогана Аксой подал в суд на Эрдогана за оскорбление. Адвокат Эрдогана утверждал, что это была скорее критика, чем оскорбление, но 3 марта 2015 года Стамбульский суд оштрафовал Эрдогана на 10 000 турецких лир за оскорбление, которое оппозиционный комментатор Сибел Хюрташ назвал «шагом, который освежил турецкую судебную систему». Аксой объявил, что потратит деньги на вечеринку по случаю Дня Новруза со своими друзьями, тем самым направив деньги на харам. В июле 2019 года Конституционный суд постановил, что снос памятника нарушил свободу выражения мнения Аксоя и что скульптор должен получить компенсацию.